# Four
```
     
För LP med Svante Thuresson se
 
Svante Thuresson
```

Four (stiliserad som FOUR) är pojkbandet One Directions fjärde studioalbum som släpptes 17 november 2014 av Columbia Records och Syco Music.

## Låtlista
| Längd | Låt                       |
| ----- | ------------------------- |
| 3:48  | Steal My Girl             |
| 3:16  | Ready To Run              |
| 3:49  | Where Do Broken Hearts Go |
| 4:08  | 18                        |
| 3:22  | Girl Almighty             |
| 3:31  | Fool's Gold               |
| 3:47  | Night Changes             |
| 3:20  | No Control                |
| 2:54  | Fireproof                 |
| 4:17  | Spaces                    |
| 3:35  | Stockholm Syndrome        |
| 3:52  | Clouds                    |